# Franz von Meding
Franz August Ludolf von Meding, auch Friedrich August von Meding genannt (geboren 6. März 1765 in Einbeck; gestorben 15. Februar 1849 in Hannover), war ein hannoverscher Berghauptmann, Geheimer Rat, Staats- und Kabinettsminister des Königreichs Hannover sowie Erblandmarschall.

## Leben
Meding, Mitglied der Familie von Meding, war der Sohn des hannoverschen Generalleutnants Ernst August von Meding und dessen Ehefrau Wilhelmina Sibylla von Oldershausen (1734–1804). Er studierte nach dem Besuch der Ritterakademie Lüneburg von 1783 bis Michaelis 1787 Rechtswissenschaften an der Universität Göttingen. Nach dem Studium trat Meding in den Verwaltungsdienst des Kurfürstentums Hannover und wurde 1790 Bergdrost, 1794 Vizeberghauptmann und 1797 Kammerrat in Hannover. 1802 wurde er zum Berghauptmann in Clausthal ernannt. Bereits 1803 veranlasste er den Bau der Tiefen Wasserstrecke und förderte den Ausbau der Bergschule, heutigen Technischen Universität Clausthal, die 1810/11 ein erstes Schulgebäude erhielt. Während der Franzosenzeit war ab 1812 für die Regierung des Königreichs Westphalen in Kassel als Generaldirektor aller Montanunternehmen des Landes tätig. Während der Franzosenzeit gelang es ihm der Besatzung Silber im Wert von 3 Millionen Thalern vorzuenthalten, die dann für den Wiederaufbau des Königreichs Hannover zur Verfügung standen. 1813 kehrte er in seine Stellung als Berghauptmann in Clausthal zurück und führte dieses Amt zwischen 1814 und 1825 nebenberuflich fort, weil er 1814 zur Regierung nach Hannover berufen wurde, wo er 1816 zum Geheimen Rat ernannt wurde.
In Hannover erwarb von Meding ein Grundstück namens „Vorort 1“, auf dem er sich von Georg Ludwig Friedrich Laves eine eigene Villa im Stil des Klassizismus errichten ließ, die spätere Königliche Münze am Steintor.
Meding war in der Zeit von 1822 bis 1832 Minister des Königreichs Hannover und stand als solcher den Departements der Kommerz- und Manufaktursachen, der Bergwerks- und Harzsachen und der Wegebausachen vor. 1838 wurde er Erblandmarschall des Fürstentums Lüneburg.

### Familie
Er war zweimal verheiratet. 1793 heiratete er seine erste Frau Rebekka von Reden (1773–1804), die Tochter des Berghauptmanns Claus Friedrich von Reden (1736–1791) und dessen Ehefrau Luise von Minnigerode, Das Paar hatte drei Söhne und eine Tochter.
Im Jahr 1805 heiratete er Caroline von Knigge (1773–1830), die Tochter des Freiherren Georg von Knigge (* 27. November 1731; † 23. Januar 1801)  auf Leveste und dessen Ehefrau Henriette Luise von Pfuel (* 20. Januar 1735; † 1. Februar 1799). Das Paar hatte zwei Söhne, darunter der Oberhofmeister Ernst von Meding.